# Малка поляна
Ма̀лка поля̀на е село в Югоизточна България, община Айтос, област Бургас.

## География
Село Малка поляна се намира на около 7 km на юг от град Айтос. Разположено е в Айтоската котловина, западно от ниското разчленено възвишение Карабаир, отвъд което тече Айтоската река. Общински път свързва селото с град Айтос и минаващия през града първокласен Подбалкански път (ГКПП Гюешево – Бургас). Надморската височина в северозападната и централната части на селото е около 90 – 100 m, а в източната и южната достига около 120 -130 m.

## История
След края на Руско-турската война 1877 – 1878 г., по Берлинския договор селото остава на територията на Източна Румелия. От 1885 г. – след Съединението, то се намира в България с името Кючук алан. Преименувано е на Малка полянка през 1934 г. и на Малка поляна през 1966 г.
В Държавния архив – Бургас, се съхраняват документи от периода 1894 – 1944 г. на/за Народно първоначално училище – село Малка Поляна, Бургаско.
От периода 1948 – 1995 г. в Държавния архив – Бургас, се съхраняват документи на/за Трудово кооперативно земеделско стопанство (ТКЗС) „Девети септември“ – село Малка поляна, Бургаско. В списъка на фондове от масив „C“ на архива са посочени – във връзка с промените в наименованието на фондообразувателя и съответните периоди, следните форми, през които стопанството преминава:
- ТКЗС „Девети септември“ – с. Малка поляна, Бургаско (1948 – 1954);
- Колективно земеделско стопанство „Малка поляна – МК“ – село Малка поляна, Бургаско (1991 – 1992) и
- Ликвидационен съвет на Колективно земеделско стопанство „Малка поляна – МК“ – с. Малка поляна, Бургаско (1992 – 1995).

След 1954 г. ТКЗС „Девети септември“ – село Малка поляна се влива в ТКЗС с център Айтос (от 1958 г. – Обединено трудово кооперативно земеделско стопанство „В.И. Ленин“ – Айтос), а през 1995 г. под формата на КЗС „Малка поляна – МК“ е ликвидирано.

## Население
Населението на село Малка поляна рязко намалява от 517 души към 1946 г. до 331 към 1956 и 316 към 1965 г., след което сравнително бързо увеличава числеността си до 463 към 1985 г. – вероятно от приток на заселници от старопланински села, и отново намалява през следващите години до 387 души (по текущата демографска статистика за населението) към 2018 г.

### Етнически състав
Преброяване на населението през 2011 г.
Численост и дял на етническите групи според преброяването на населението през 2011 г.:
|                     | Численост |
| Общо                | 425       |
| Българи             | 9         |
| Турци               | 410       |
| Цигани              | -         |
| Други               | -         |
| Не се самоопределят | -         |
| Неотговорили        | 3         |

## Религии
В Малка поляна се изповядва ислям.

## Обществени институции
Село Малка поляна към 2020 г. е център на кметство Малка поляна.
В селото към 2020 г. има постоянно действаща джамия.

## Личности
- Коста Стоянов (1860 – ?), български офицер и революционер от ВМОРО, роден в Малка поляна.